# 米高·麥堅治
米高·賴恩·麥堅治（英語：Michael Ryan McGlinchey，1987年1月7日— ），紐西蘭職業足球員，司職中場，現時效力蘇格蘭球會昆士柏。